# Arlington, Iowa
Arlington là một thành phố thuộc quận Fayette, tiểu bang Iowa, Hoa Kỳ. Năm 2010, dân số của thành phố này là 429 người.

## Dân số
Dân số qua các năm:
- Năm 2000: 490 người.
- Năm 2010: 429 người.